# PostNuke
PostNuke is een vrij en opensource-CMS (een 'nuke'), gebaseerd op PHP-Nuke en uitgebracht onder de GNU General Public License. Het PostNuke-project werd opgestart door een aantal gebruikers die vonden dat er een opener ontwikkelomgeving moest zijn. Zij meenden dat dit alleen mogelijk was door zelf een nieuw project te starten, als afsplitsing van de PHP-Nuke-code.
Toen de ontwikkeling van PostNuke een tijdje stillag, werden er weer nieuwe aftakkingen gevormd en nieuwe projecten gestart. Voorbeelden hiervan zijn Xoops (een aftakking van PHP-Nuke en myPhpNuke) en Xaraya (een aftakking van PostNuke). De PostNuke-gemeenschap en -ontwikkelaars werden daarna weer zeer actief en steeds professioneler. De code van PostNuke is, zoals vele beheersystemen, objectgeoriënteerd en volledig modulair.
PostNuke is geschreven in PHP en slaat zijn inhoud op in een MySQL-database. Op ieder platform waar PHP op draait, zal PostNuke ook werken, zoals Apache- en IIS-webservers. Door gebruik van een intern paginaopbouwsysteem (pnRender) gebaseerd op PHP's Smarty, worden zowel thema's als modules snel gegenereerd.

## Eigenschappen
PostNuke ondersteunt meerdere talen. Door middel van een rechtensysteem is het voor beheerders mogelijk om groepen gebruikers het recht te geven tot het gebruik van bepaalde onderdelen van de website, of, omgekeerd, hen de toegang te ontzeggen.
Tot de mogelijkheden van PostNuke behoren onder meer RSS feed-generatie, verzamelingen van downloads en weblinks bijhouden, opiniepeilingen, nieuwsitems publiceren, documenten en publicaties (middels onder andere PagEd en Pagesetter), geïntegreerde forums (bijvoorbeeld PNphpBB2 en pnForum), kalender (PostCalendar), fotogalerijen (bijvoorbeeld Gallery en PhotoShare), adresboek, projectbeheer, e-commerce, nieuwsbrieven en andere mogelijkheden middels modules en hooks, waarvan de meeste gratis te verkrijgen zijn.
PostNuke is ook in uiterlijk aan te passen via verschillende themasystemen (zoals Xanthia en AutoTheme, ook wel bekend onder AT, of AT-lite), maar ook onder het standaard-PostNuke-themasysteem.

## Opvolging
PostNuke werd opgevolgd door Zikula.